# Walter Taibo
Wálter Taibo Martínez né le 7 mars 1931 à Montevideo en Uruguay et mort le 10 janvier 2021, est un joueur de football international uruguayen, qui évoluait au poste de gardien de but, avant de devenir ensuite entraîneur.

## Biographie

### Carrière de joueur

#### Carrière en club
Avec le Club Nacional, il remporte cinq championnats d'Uruguay.
Avec l'équipe de Peñarol, il remporte un autre titre de champion et gagne en plus deux titres internationaux : une Copa Libertadores et une Coupe intercontinentale.

#### Carrière en sélection
Avec l'équipe d'Uruguay, il joue 30 matchs (pour 46 buts encaissés) entre 1955 et 1966[réf. nécessaire]. 
Il figure dans le groupe des sélectionnés lors de la Coupe du monde de 1966. Il ne joue aucun match lors de la phase finale de cette compétition, mais dispute tout de même deux rencontres comptant pour les tours préliminaires de celle-ci.
Il participe également aux championnats sud-américains de 1955, de 1957 et de 1959 (Argentine).

## Palmarès
| Club Nacional - Championnat d'Uruguay (5) : - Champion : 1950, 1952, 1955, 1956 et 1957. |  | Montevideo Wanderers - Championnat d'Uruguay D2 (1) : - Champion : 1962. |

 Peñarol
- Championnat d'Uruguay (1) :
  - Champion : 1967.

- Copa Libertadores (1) :
  - Vainqueur : 1966.

- Coupe intercontinentale (1) :
  - Vainqueur : 1966.